# Bhútánský ngultrum
Bhútánský ngultrum (dzongkha དངུལ་ཀྲམ – vyslovováno přibližně jako nultam), česky ngultam, je měnou asijského království Bhútán. Jeho ISO 4217 symbol je Nu., kód BTN. 1 ngultrum je rozdělen na 100 čhetam.

## Historický vývoj
Před používáním mincí a bankovek jako platebního prostředku se používaly tradiční systémy směnného obchodu.
Platilo se například: rýží, máslem, masem, sýrem, vlnou a dalšími pro nás neuznávanými platidly.
Mince jako platidla se začínaly používat na konci 18. století v provedení stříbrném, měděném nebo bronzovém. Byly používány k malým nákupům. Tyto mince nesly pojmenování matam či čhetam. Byly raženy spíše místními vládci než centrální vládou.
Produkce mincí pokračovala do 20. století pod vládou prvního krále Ugjän Wangčhuga (1907-1926), kdy se zvyšovala jejich kvalita za druhého krále Džigme Wangčhuga (1926-1952). Tento panovník zahájil ještě lepší a výraznější ražby mincí. Začaly se konečně v letech 1928/29 používat jako platební prostředek pro placení v hotovosti. Jejich oblíbenost mezi lidmi velice rostla. Razily se ve dvou formách: ve formě stříbrné a měděné.
Za vlády třetího bhútánského krále Džigme Dordže Wangčhuga (1952 až 1972) země začala ekonomicky sílit a začaly se razit stříbrné mince a dokonce i niklové. V roce 1968 byla vytvořena Bhútánská národní banka, která měla zahájit a dokončit plnohodnotnou monetizaci Bhútánu. Doposud se vedle mincovního obchodu používal hojně směnný obchod.

## Vznik ngultrumu
Peněžní reforma z roku 1974 za vlády krále Džigme Sengge Wangčhuga ve spolupráci s Ministerstvem financí Bhútánu posloužila k vytvoření prvních bhútánských bankovek. Nové bankovky se začaly nazývat ngultrum.

## Fotogalerie

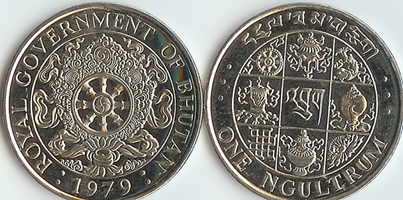
Mince 1 Nu.
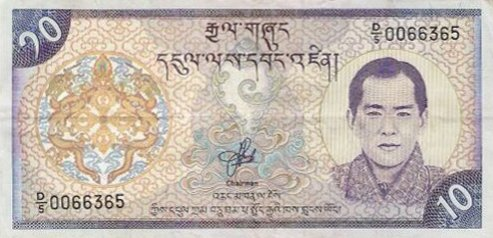
Bankovka 10 Nu.
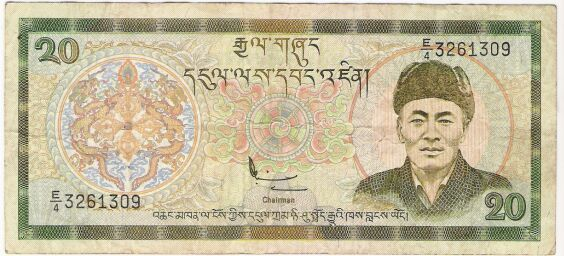
Bankovka 20 Nu.
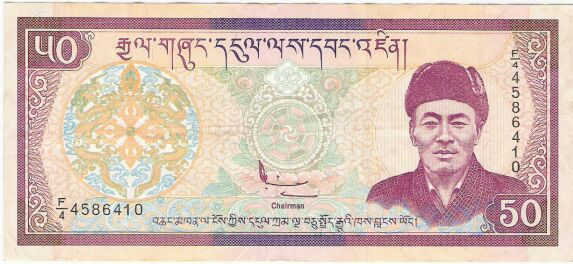
Bankovka 50 Nu.
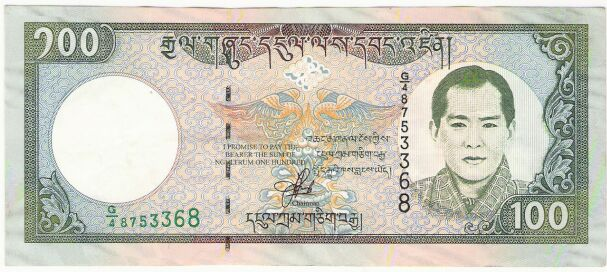
Bankovka 100 Nu.